# Rafael Erich
Rafael Waldemar Erich, född 10 juni 1879 i Åbo, död 19 februari 1946 i Helsingfors, var en finländsk jurist, diplomat och politiker (samlingspartist), statsminister 1920–1921. Han var hedersdoktor vid Uppsala universitet.
Erich blev juris doktor 1907 och utnämndes till professor i stats- och folkrätt vid Helsingfors universitet 1910 och erhöll vid professurens delning 1921 lärostolen i folkrätt. Han var en franstående kännare av Finlands statsrätt och folkrätt, och bland hans arbeten inom området märks Über Allianzen und Allianzverhältnisse nach heutigem Völkerrecht (1907), Das Staatsrecht des Grossfürstentums Finnland (1912), Suomen valtio-oikeus I–II (1924–25), samt en rad avhandlingar i Tidskrift utgiven av Juridiska föreningen i Finland.
Rafael Erich framstod som en av de främsta auktoriteterna på den internationella rättens område och var från 1938 till 1940 ledamot av Internationella domstolen i Haag.
Han representerade den finländska frihetsrörelsens centralorganisation och vistades 1915–18 i Tyskland och Sverige där han arbetade för stöd för den finska självständigheten. 1919–24 deltog han aktivt i riksdagsarbetet i egenskap av medlem av finska samlingspartiet, bland annat som statsminister i en koalitionsregering mars 1920 – april 1921. Erich har representerat Finland vid flera internationella konferendrs och var bland annat sakkunnig för Nationernas förbund i samband med fredsförhandlingar. 1926–28 var han envoyé i Schweiz.
Han gjorde en betydelsefull insats vid inlemmandet av Finland i det nordiska samarbetet. Under tiden som sändebud i Stockholm 1928–36, i Rom 1936–38. Under fortsättningskriget verkade han för åstadkommandet av en separatfred. 
Kommendör med stora korset av Kungl. Nordstjärneorden 1935 (kommendör av 1:a klassen 1919).
Han var bror till Mikko Erich.